# رامون غونزاليس (رامي الرمح)
رامون غونزاليس هو رامي الرمح ‏ كوبي، ولد في 24 أغسطس 1966.

## وصلات خارجية
- رامون غونزاليس على موقع الاتحاد الدولي لألعاب القوى (الإنجليزية)